# Radhakamal Mukerjee
Radhakamal Mukerjee (Bengala Ocidental, 1889 - 1968) foi um sociólogo indiano reconhecido pelo seu papel fundacional no estudo das Ciências Sociais da Índia e por seu engajamento em uma diversidade de áreas de pesquisa, como a Economia, a Filosofia e a Ecologia. Além disso, cumpriu funções gestoras no âmbito de resolução de problemas, como no Comitê de Planejamento Nacional sob a gestão do primeiro-ministro Nehru.  
Ele recebeu o terceiro Prêmio mais importante da Índia, o Padma Bhushan em 1962.

## Biografia
Mukerjee cresceu em uma família de classe média de Behrampur, fez sua educação superior na Universidade de Calcutá. Após ter assumido cargos de professor em algumas instituições, ele finalmente passou à ensinar na Universidade de Lucknow em 1921, onde ficou reconhecido. Radhakamal cultivou envolvimentos com a questão social de seu tempo e o movimento anticolonial, que buscou expressar em sua pesquisa da história e do legado cultural da Índia com o desejo de elaborar a partir disso o sentido de Nação que os intelectuais e artistas de sua geração vinham construindo. Mukerjee foi profundamente tocado pelo Renascimento bengalês e os movimentos artísticos, políticos e intelectuais que o cativaram.
Foi editor de revistas literárias e autor de novelas, e também crítico literário. Tendo-se engajado com a valorização da literatura bengalês, debateu com figuras como Rabindranath Tagore, Dwijendralal Roy e Pramatha Nath Chaudhury.

Mukerjee conheceu Patrick Geddes quando esse viveu na Índia, de 1915 a 1922, e a partir daí desenvolveu uma atenção mais forte pela ecologia. Passou à criticar a forma como as Ciências Sociais estudavam o ser humano em isolamento da comunidade biótica ao qual é fundamentalmente vinculado. Estudando a Planície Indo-Gangética, Mukerjee verificou um quadro de desmatamento, erosão do solo e rendimento em declínio, a partir disso ele convocou uma "aliança com a inteira amplitude de forças ecológicas' através do 'compartilhamento de novos valores - o pensar pelo amanhã, o sacrificio pelos habitantes da região ainda não nascidos". 
‘Homem, árvore e água não podem ser considerados separados e independentes’.
No que diz respeito a sua visão ecológica, Mukerjee foi muito além de Gandhi ao alertar sobre os custos ambientais do desenvolvimento industrial. Ele viu as supostas melhorias britânicas em Bengala, onde a agricultura baseada em ferrovias tirou a fertilidade do solo e deixou rios em seus leitos de morte. Mukerjee pressionou os legisladores a planejarem as consequências indesejadas de seus grandes projetos e ofereceu o apoio às tradições locais de irrigação e gestão da água.
Ele foi autor de diversos livros de Economia, Cultura e Ecologia, sendo um dos principais intelectuais estudados nas escolas e nas universidades indianas.